# Шинкаренко Катерина Сергіївна
Катери́на Сергі́ївна Шинкаре́нко (1994, Краматорськ, Донецька область, Україна — 22 лютого 2024, між селами Ласточкине і Сєверне, Донецька область, Україна) — українська військова, снайперка роти снайперів 53-ї окремої механізованої бригади.

## Біографія
Народилася у Краматорську у 1994 році. Захоплювалася подорожами і велоспортом, брала участь у велопробігах на Донеччині. У Краматорську була відома як активістка велоруху, мріяла проїхати дистанцію Париж — Брест — Париж на велосипеді.
З початком повномасштабного вторгнення Росії в Україну через постійні обстріли переїхала разом з родиною в місто Острог на Рівненщині до знайомих. У 2022 році долучилася до лав Збройних сил України, служила на посаді снайперки в роті снайперів 53-ї окремої механізованої бригади імені князя Володимира Мономаха.
Прикриваючи українські сили під час відходу з Авдіївки, загинула 22 лютого 2024 року: зазнала смертельного поранення в бою на ділянці Ласточкине — Сєверне. Тривалий час тіло Катерини перебувало в тилу ворога, через що лише в квітні його змогли вивезти та впізнати.
Прощання з Катериною Шинкаренко відбулося на Майдані Свободи 16 квітня, заупокійна служба пройшла у Свято-Миколаївській церкві, похована в місті Острог на Алеї Героїв.

## Нагороди
- Орден «За мужність» III ступеня[1];
- Відзнака Генерального штабу «Золотий хрест»[1];
- Відзнака Міністерства оборони України «Хрест доблесті»[1].

## Сім'я
- Чоловік — Андрій Божко[11].
- Син — Денис[11].